# Capillaria feliscati
Capillaria feliscati е кръгъл паразитен червей причиняващ дифтероидно възпаление на лигавицата на пикочния мехур на представители от семейство Котки.

## Морфологични особености
Женските са с размери 14 – 16 mm. Тялото е прозрачно, конецовидно и спирално завито. Яйцата имат бъчвообразна форма с две запушалки на двата полюса и размери 61/32 μm.

## Жизнен цикъл
Междинни гостоприемници са дъждовните червеи В тях от поетите яйца се излюпва ларва, която след две линеения се превръща в инвазиоспособна ларва III стадий. Заразяването на котките става при изяждане на червея. В храносмлателната система ларвата преминава през лигавицата на червата и мигрира в лигавицата на пикочния мехур. Там за 55 – 65 дни се развива до полово зряла форма.